# A British Airways 5390-es járatának balesete
A British Airways 5390-es járata egy menetrend szerinti repülőút volt az angliai Birminghamből a spanyolországi Málagába. 1990. június 10-én egy rosszul visszaszerelt, a pilótafülke bal oldalánál található szélvédő kiszakadt a helyéről. A kapitányt derékig azonnal kiszippantotta a nyomáskülönbség a tátongó lyukon, akinek így teste félig a gépen kívülre került. A másodpilóta sikeres kényszerleszállást hajtott végre Southamptonban, a baleset halálos áldozatot nem követelt.

## A baleset
A repülőt, egy BAC 1-11-es típusú gépet, Tim Lancaster kapitány és Alastair Atchinson másodpilóta vezette. Helyi idő szerint 7.20-kor szállt fel a Birminghami repülőtérről 81 utassal és 4 légi utaskísérővel. A másodpilóta rutinszerű felszállást hajtott végre, majd miután a gép emelkedni kezdett, mindkét pilóta kikapcsolta az övét.
7.33-kor az utaskísérők elkezdték a készülődést a reggeli felszolgálásához. A gép ekkor 5300 méter magasan volt Didcot (Oxfordshire) fölött. Hirtelen hangos csattanás hallatszott, és a géptörzsben azonnal fehér köd keletkezett. A pilótafülke baloldali, a kapitány felőle szélvédője kirepült a helyéről. Lancastert a hirtelen kiáramló levegő fejjel előre kirántotta a pilótafülkéből. A kapitány lábai beleakadtak a műszerfal és a szarvkormány közé. A pilótafülke és az utastér közti ajtó beszakadt, a törmelék a rádiós és navigációs billentyűzetre hullott, a gázkar elérhetetlenné vált. Emiatt a gép zuhanása közben tovább gyorsult. Az utastérből papírok és különböző tárgyak a pilótafülke felé repültek. Eközben Nigel Ogden utaskísérő a karjaival belekapaszkodott a kapitány lábaiba. Az utastérben a többi utaskísérő nyugtatgatta az utasokat, rögzítette a mozgó tárgyakat és mindenkit felkészített a kényszerleszállásra. Mindeközben Lancaster a 800 km/órás menetszélben kezdte elveszíteni eszméletét a ritka levegő miatt.
A másodpilóta, Atchinson vészsüllyedésbe kezdett, visszakapcsolta az időlegesen elromlott robotpilótát, és vészjelzést adott le. A fedélzeten végigsöprő szél miatt azonban nem hallotta a légi irányítók válaszát. A gép sebességének csökkentése után végül rendesen kapcsolatba tudott lépni az irányítókkal, és azonnal engedélyt kért a kényszerleszállásra. Atchinson először a  London–Gatwick repülőtéren akart leszállni, mivel azt jól ismerte, de a southamptoni reptér közelebb volt, és végül a légi irányító tanácsára a gép arrafelé vette az irányt.
Ogden, aki még mindig Lancasterbe kapaszkodott, kezdett fáradni és megsérült a karja is. Két másik utaskísérővel így helyet cserélt, és innentől ők tartották az egyre kifelé csúszó kapitányt. A bal oldali szélvédőkön keresztül a légi személyzet látta Lancaster fejét és törzsét. Mindannyian azt hitték, hogy a kapitány már halott, de nem merték elengedni, mivel a test súlyos károkat okozhatott volna a gép szárnyában, illetve a bal oldali hajtóműben.
Atchinson engedélyt kapott a légi irányítóktól a southamptoni leszálláshoz, a légi kísérők pedig ki tudták szabadítani Lancaster beszorult lábát. Ezután a kapitány bokájába kapaszkodva tartották őt. 7.55-kor a másodpilóta sikeres kényszerleszállást hajtott végre a southamptoni repülőtér 2-es leszállópályáján. A landolás tökéletesre sikerült, annak ellenére, hogy a teletankolt gép az előírt 2500 m hosszú kifutópálya helyett egy rövidebben, egy 1800 m hosszún szállt le. Az utasok azonnal elhagyták a gépet az elülső és hátsó lépcsőkön, míg a helyszínre kiérkező mentők kiszabadították Lancastert.

## A baleset után

### Sérülések
Lancastert a Southampton Megyei Kórházba szállították a baleset után, ahol megállapították, hogy fagyási és egyéb sérüléseket szenvedett, illetve sokkot kapott. A jobb karja, jobb csuklója, illetve bal hüvelykujja eltörött. Az utaskísérő, aki a kapitányt tartotta, kisebb sérüléseket és vágásokat szerzett. Mindenki más sértetlenül hagyta el a gépet.
Hat hónappal a baleset után Lancaster már ismét dolgozott. Amikor a British Airways nyugdíjkorhatárát elérte, otthagyta a légitársaságot, 2005-ben az EasyJetnél repült.
Nigel Ogden utaskísérőnek kificamodott a válla, fagyási sérüléseket szenvedett az arcán, valamint a bal szemén. 2001-ben nyugdíjba vonult, és kórházi portás lett.

### Nyomozás
A baleset kivizsgálását irányító nyomozók kiderítették, hogy a szélvédőt 27 órával a felszállás előtt kicserélték, a műveletet az ügyeletes karbantartó engedélyével hajtották végre. Az üveget tartó 90 csavarból 84-nek túl kicsi volt az átmérője, míg a maradék 6 túl rövid volt. A nyomozás fölfedte, hogy már az előző szélvédőhöz is rossz csavarokat használtak, a cserénél pedig a mérnök szemmértékkel hasonlította össze az új és régi csavarokat, nem kereste ki a helyes méretet a kézikönyvből (a szélvédőt azelőtt négy évvel cserélték utoljára, a gép akkor még nem a British Airways tulajdonában volt). A kabinban lévő nyomás és a kinti légnyomás különbsége túl nagy volt ahhoz, hogy a rossz csavarok a helyén tartsák az ablakot, így az kiszakadt a helyéről. A baleset így tervezési hibára is felhívta a figyelmet, mivel a szélvédő kívülről volt rögzítve, és a csavaroknak ebből kifolyólag sokkal nagyobb szakítóerőt kellett elviselniük. Ezzel ellentétben a belülről rögzített szélvédőcsavaroknak kisebb nyomásnak kell ellenállniuk.
A nyomozók a karbantartást végző mérnököt hibáztatták, mivel rossz csavarokat használt a szélvédő kicserélésekor, valamint nem a British Airways előírásainak megfelelően járt el. A vizsgálóbizottság azonban ezen irányelveket és a légitársaságot is bírálta, mivel abban nem követelték meg, hogy egy ilyen fajta javítás során egy másik mérnök felülvizsgálja az elvégzett munkát. Végül a Birmingham nemzetközi repülőtér igazgatóságát is felelőssé tették a balesetért, mivel azelőtt sohasem ellenőrizték a karbantartók munkamódszerét. A Légibaleset Kivizsgáló Osztály vezetője Stuart Culling volt.
A végső jelentésben nyolc biztonsági javaslatot tettek a Légibaleset Kivizsgáló Osztály szakemberei.
A gép és az utasok megmentéséért a légi személyzet tagjai közül többen kitüntetést is kaptak, köztük a Brit Birodalom Érdemrendjét.

#### A nyomozás során használt új módszer
A baleset kivizsgálása során egy nem szokványos módszert is alkalmaztak: a nyomozók felkértek egy pszichológust, akit bevonva a vizsgálatba több dologra is fény derült a karbantartók munkájával kapcsolatban. A mérnökökre igen nagy nyomás nehezedett, mivel a kiszabott munkákat rövid időn belül kellett elvégezniük. Igen valószínű, hogy ha nincs ez a szoros időkorlát, a karbantartást végző mérnök nem igyekszik minél hamarabb elvégezni a szélvédőcserét. Ezt a pszichológiai vizsgálatot azonban végül nem használták fel a hivatalos eljárás során, és az ehhez kapcsolódó megjegyzéseket kihúzták a végleges jelentésből.

## Hasonló incidensek
- Aloha Airlines 243-as járat - dekompresszió
- China Airlines 611-es járat - robbanásszerű dekompresszió
- de Havilland Comet - robbanásszerű dekompresszió
  - BOAC 781-es járat
  - South African Airways 201-es járat